# Kościół Trójcy Przenajświętszej w Łaszczówce
Kościół Trójcy Przenajświętszej – rzymskokatolicki kościół parafialny należący do dekanatu Tomaszów - Południe diecezji zamojsko-lubaczowskiej.
Budowę kościoła rozpoczęto w 1983 roku według projektu Zygmunt Nowaka z Tomaszowa Lubelskiego. Jest to budowla murowana, wzniesiona z czerwonej cegły.
Świątynia jest trzynawowa i posiada dwie zakrystie. Wejście główne znajduje się od strony wschodniej. Do wyposażenia kościoła należą trzy ołtarze. W prezbiterium znajduje się obraz Trójcy Przenajświętszej. W bocznym lewym ołtarzu znajduje się obraz św. Michała, a poniżej jest umieszczona figura Jezusa Miłosiernego. W prawym ołtarzu bocznym znajduje się obraz Matki Najświętszej.